# Moshers 1986-1991
Moshers 1986-1991 è una raccolta pubblicata solo nel 1998 dalla band thrash metal statunitense Anthrax.

## Tracce
1. A.I.R.
2. Madhouse
3. Caught In A Mosh
4. I Am The Law
5. Efilnikufesin (N.F.L.)
6. Indians
7. I'm The Man (uncensored)
8. Make Me Laugh
9. Anti-Social
10. Now It's Dark
11. Keep It In The Family
12. In My World
13. Belly Of The Beast
14. Got The Time
15. Bring The Noise